# Time Trax
Time Trax is een Amerikaans-Australische sciencefiction televisieserie rond het onderwerp tijdreizen. De serie werd in de Verenigde Staten uitgezonden in 1993 en 1994.

## Verhaal
Aan het eind van de tweeëntwintigste eeuw vindt een crimineel een tijdmachine uit, de TRAX genaamd. Hij en enkele honderden andere criminelen vluchten ermee tweehonderd jaar terug in de tijd, naar het einde van de twintigste eeuw. Darien Lambert van het opsporingsapparaat voor voortvluchtige criminelen reist hen achterna. Zijn opdracht is om de voortvluchtigen op te sporen en terug te brengen naar de tweeëntwintigste eeuw. Hij heeft een wapen dat lijkt op een afstandsbediening waarmee hij een tegenstander voor korte of langere tijd kan verdoven. Verder heeft hij een computer die eruitziet als een creditkaart. Deze computer genereert een holografisch persoon, Selma, die zijn link is met de toekomst vanwaar hij vandaan komt en die de criminelen, nadat Darien ze heeft uitgeschakeld, kan terugsturen naar de toekomst. Hij kan zelf maar terug naar zijn eigen tijd als alle voortvluchtigen opgespoord en teruggestuurd zijn naar hun eigen tijd.

## Cast
| Acteur              | Personage      |
| ------------------- | -------------- |
| Dale Midkiff        | Darien Lambert |
| Elizabeth Alexander | Selma          |

## Afleveringen

### Seizoen 1
1. A Stranger in Time, deel 1
2. A Stranger in Time, deel 2
3. To Kill a Billionaire
4. Fire and Ice
5. Showdown
6. The Prodigy
7. Death Takes a Holiday
8. The Contender
9. Night of the Savage
10. Treasure of the Ages
11. The Price of Honor
12. Face of Death
13. Revenge
14. Darien Comes Home
15. Two Beans in a Wheel
16. Little Boy Lost
17. The Mysterious Stranger
18. Framed
19. Beautiful Songbird
20. Photo Finish
21. Darrow for the Defense
22. One on One

### Seizoen 2
1. Return of the Yakuza
2. Missing
3. To Live and Die in Docker Flats
4. A Close Encounter
5. The Gravity of It All
6. Happy Valley
7. Lethal Weapons
8. The Cure
9. Perfect Pair
10. Catch Me If You Can
11. The Dream Team
12. Almost Human
13. Mother
14. The Last M.I.A.
15. Split Image
16. Cool Hand Darien
17. The Lottery
18. Out For Blood
19. The Scarlet Koala
20. Optic Nerve
21. The Crash
22. Forgotten Tomorrows